# 天一美術館
天一美術館（てんいちびじゅつかん）は、群馬県みなかみ町谷川に所在する私立美術館である。銀座天一創業者矢吹勇雄の個人コレクションを収蔵して展示する。

## 来歴
矢吹勇雄が創業した銀座天一は、政官財や芸術など各界の文化人らが集い、矢吹は多くの知遇を得た。顧客の吉田茂は、戦後多くの絵画や陶磁器が海外へ流失する様子に、「天一君、日本美術の逸品を守れ」と厳命した。以後、矢吹は吉田の命に従い、人脈を生かして美術品蒐集を続けた。
1995年5月に、矢吹が他界すると、蒐集した美術品などを管理する財団法人天一美術文化財団が設立され、1997年10月に美術館を開館した。美術館が所在するみなかみ町谷川は、矢吹が知己の求めに応じて戦前から山荘を所有し、戦中に家族を疎開させた縁の地である。

## 建物
1997年4月に没した建築家吉村順三の遺作である。自然公園法第2種特別地域に立地するため規制適応を工夫している。エントランスは平屋建ての趣きだが、実際は二階建てである。主要作品の『麗子像』を配する展示室は、作品に合せて内装や照明などの色調を配慮した。展示品を配置する高さは、車いす利用の視線を想定した。

## 展示作品
- 絵画
  - 岸田劉生 - 『麗子像』。現存する約50点の麗子像のうち、デッサンを含め4点を展示する。正面麗子像[7]が非常に珍しい[8]。
  - 安井曾太郎
  - 藤島武二
  - 梅原龍三郎
  - 熊谷守一
  - 浮世絵美人画
  - パブロ・ピカソ
  - オーギュスト・ルノアール
- 陶磁器
  - 川喜田半泥子
  - 北大路魯山人

## アクセス
- JR上越線水上駅から車で7分
- JR上越新幹線上毛高原駅から車で20分

## 参考
- 天一美術館 - 入館パンフレット
- 『思いのまま - 揚箸でつまみあげた50年 -』 矢吹勇雄著 1982年2月27日発行 （日経事業出版社刊行）